# Roth, Rhein-Hunsrück
Roth är en kommun och ort i Rhein-Hunsrück-Kreis i förbundslandet Rheinland-Pfalz i Tyskland.
Kommunen ingår i kommunalförbundet Verbandsgemeinde Kastellaun tillsammans med ytterligare 18 kommuner.